# Audi Sport GmbH
Audi Sport GmbH (до ноября 2016 года — quattro GmbH) — дочернее предприятие немецкой компании по производству автомобилей Audi AG, которая, в свою очередь, является частью концерна Volkswagen AG. Предприятие базируется в Неккарзульме недалеко от Штутгарта. Производственные цеха расположены на территории прекратившего деятельность завода NSU Motorenwerke AG, а также в Ингольштадте.
Имеет собственное подразделение автоспорта с одноименным названием «Audi Sport» и его заводские команды.

## История
Предприятие основано 10 октября 1983 года как quattro GmbH — дочерняя компания Audi AG.

## Автоспорт
В качестве управляющего директора Audi Sport GmbH за отдел автоспорта Audi Sport так же отвечает Рольф Михл.

### Довоенный период
Гоночные автомобили Auto Union, участвующие в Гран-при, успешно принимали участие в различных автоспортивных мероприятиях еще в 1930-х годах.

### Ралли
В 1981 году Audi стала первым производителем, успешно применившим полный привод в ралли. Кроме того, у Audi quattro был турбодвигатель, что тоже было новинкой в спорте. Audi доминировала на раллийной арене до 1984 года. С 1988 года полноприводные автомобили также добились успеха в международных туристических гонках. Однако после запрета полного привода в серии туристических автомобилей в 1998 году Audi пришлось переключиться на передний или задний привод.
Успехи:
Группа В
| 1982 | Weltmeister Markenwertung FIA-Rallye-Weltmeisterschaft (Gruppe B)                                  | Audi quattro Rallye                    |
| 1983 | Weltmeister Fahrerwertung FIA-Rallye-Weltmeisterschaft (Gruppe B) durch Hannu Mikkola              | Audi quattro A1                        |
| 1984 | Weltmeister Fahrer- und Markenwertung FIA-Rallye-Weltmeisterschaft (Gruppe B) durch Stig Blomqvist | Audi quattro A2 / Sport quattro Rallye |
| 1985 | Sieger Pikes Peak: Race To The Clouds durch Michèle Mouton                                         | Audi Sport quattro Rallye              |
| 1986 | Sieger Pikes Peak: Race To The Clouds in Rekordzeit durch Bobby Unser                              | Audi Sport quattro S1                  |
| 1987 | Sieger Pikes Peak: Race To The Clouds in Rekordzeit durch Walter Röhrl                             | Audi Sport quattro S1 Pikes Peak       |

Дакар:
| 2024 | Sieger Rallye Dakar durch Carlos Sainz senior/Lucas Cruz | Audi RS Q e-tron E2 |

### 24 часа Ле-Мана
С 2000 года Audi является одной из доминирующих сил на гонках «24 часа Ле-Мана». В 2006 году Audi стала первым производителем, добившимся победы с автомобилем с дизельным двигателем Audi R10 TDI. В американской серии Ле-Ман команда Audi не проигрывала с 2000 года до своего ухода после сезона 2008 года. В 2009 году было выпущено второе поколение дизельного автомобиля Ле-Мана — R15 TDI, который был сильно переработан к автоспортивному сезону 2010 года и начинался как Audi R15 TDI plus. В 2011 году Audi выиграла «24 часа Ле-Мана» на Audi R18, опередив своего ближайшего конкурента всего на 13 секунд. В 2012 году на 80-й гонке «24 часа Ле-Мана» Audi одержала первую в истории этой гонки победу гибридного автомобиля на R18 e-tron quattro. Дизельный гибрид имеет полный привод в виде отключаемого электродвигателя, приводящего в движение передние колеса после активации со скорости 120 км/ч, и обычного дизеля, постоянно приводящего в движение задние колеса.
Успехи:
| 2005 | Gesamtsieger 24 Stunden von Le Mans durch Tom Kristensen, Marco Werner und JJ Lehto                                                     | Audi R8 Le Mans             |
| 2006 | Gesamtsieger 24 Stunden von Le Mans durch Frank Biela, Marco Werner und Emanuele Pirro                                                  | Audi R10 TDI Le Mans        |
| 2006 | Meister American Le Mans Series LMP1 Teamwertung und Fahrerwertung durch Rinaldo Capello und Allan McNish                               | Audi R10 TDI Le Mans        |
| 2007 | Gesamtsieger 24 Stunden von Le Mans durch Frank Biela, Marco Werner und Emanuele Pirro                                                  | Audi R10 TDI Le Mans        |
| 2007 | Meister American Le Mans Series LMP1 Teamwertung und Fahrerwertung durch Rinaldo Capello und Allan McNish                               | Audi R10 TDI Le Mans        |
| 2008 | Gesamtsieger 24 Stunden von Le Mans durch Rinaldo Capello, Allan McNish und Tom Kristensen                                              | Audi R10 TDI Le Mans        |
| 2008 | Meister American Le Mans Series LMP1 Teamwertung und Fahrerwertung durch Lucas Luhr und Marco Werner                                    | Audi R10 TDI Le Mans        |
| 2008 | Meister Le Mans Series LMP1 Teamwertung und Fahrerwertung durch Alexandre Prémat und Mike Rockenfeller                                  | Audi R10 TDI Le Mans        |
| 2010 | Gesamtsieger 24 Stunden von Le Mans durch Timo Bernhard, Romain Dumas und Mike Rockenfeller                                             | Audi R15 TDI plus Le Mans   |
| 2011 | Gesamtsieger 24 Stunden von Le Mans durch Marcel Fässler, André Lotterer und Benoît Tréluyer                                            | Audi R18 TDI RP1            |
| 2012 | Gesamtsieger 24 Stunden von Le Mans durch Marcel Fässler, André Lotterer und Benoît Tréluyer                                            | Audi R18 E-Tron quattro RP2 |
| 2012 | Gewinner der Fahrerweltmeisterschaft in der FIA-Langstrecken-Weltmeisterschaft durch Marcel Fässler, André Lotterer und Benoît Tréluyer | Audi R18 E-Tron quattro RP2 |
| 2012 | Gewinner der Herstellerweltmeisterschaft in der FIA-Langstrecken-Weltmeisterschaft                                                      | Audi R18 E-Tron quattro RP2 |
| 2013 | Gesamtsieger 24 Stunden von Le Mans durch Loïc Duval, Tom Kristensen und Allan McNish                                                   | Audi R18 E-Tron Quattro RP3 |
| 2013 | Gewinner der Fahrerweltmeisterschaft in der FIA-Langstrecken-Weltmeisterschaft durch Loïc Duval, Tom Kristensen und Allan McNish        | Audi R18 E-Tron quattro RP3 |
| 2013 | Gewinner der Herstellerweltmeisterschaft in der FIA-Langstrecken-Weltmeisterschaft                                                      | Audi R18 E-Tron quattro RP3 |
| 2014 | Gesamtsieger 24 Stunden von Le Mans durch Marcel Fässler, André Lotterer und Benoît Tréluyer                                            | Audi R18 E-Tron Quattro RP4 |

### DTM
Модели Audi A4 DTM и его преемник A5 DTM теперь имеют задний привод, вместо полного, из за регламента FIA. В сезоне 2020 года Audi объявила, что выйдет из DTM после окончания сезона.
Успехи:
| 1990 | Meister Deutsche Tourenwagen-Meisterschaft durch Hans-Joachim Stuck | Audi V8 quattro DTM |
| 1991 | Meister Deutsche Tourenwagen-Meisterschaft durch Frank Biela        | Audi V8 quattro DTM |

### Формула-E
В конце октября 2016 года было объявлено, что они хотят принять участие в Формуле Е в качестве заводской команды с сезона 2017/18. Они вышли из FIA WEC и, следовательно, из участия в « 24 часах Ле-Мана» после сезона 2016 года.

### Формула-1
Основная статья: Ауди (команда Формулы-1)
Во время летних каникул чемпионата мира Формулы1 сезона 2022 было объявлено, что Audi выйдет в Формулу-1 в качестве партнера Sauber Motorsport с 2026 года. В январе 2023 года Audi приобрела первые акции Sauber Group, после выкупила все 100 % акций. 26 апреля 2024 года Audi объявила, что подписала Нико Хюлькенберга в качестве первого пилота своего проекта Формулы-1. Он будет выступать за заводскую команду Audi Формулы-1 начиная с 2026 года.

### WEC
Audi вышла из WEC после сезона 2016 года.

### Команды

#### Текущие команды
- GT-Sport (24 Stunden Spa-Francorchamps / 24 Stunden Nürburgring):
  - Audi Sport Team Phoenix
  - Audi Sport Team WRT

#### Бывшие команды
- ДТМ:
  - Audi Sport Team Abt Sportsline
  - Audi Sport Team Phoenix
  - Audi Sport Team Rosberg
  - Futurecom BRT
  - Audi Sport Infineon Team Joest
- Ле-Ман / Дайтона (LMP*):
  - Audi Sport North America
  - Audi Sport Japan Team Goh
  - Audi Sport UK Team Veloqx
  - Audi Sport UK Ltd.
  - Audi Sport Team Joest
- Ралли Дакар
  - Audi Sport Q Motorsport

## Гражданская Продукция
Предприятие не производит прямые продажи на потребительском рынке. Его основным продуктом являются спортивные и эксклюзивные модели с серией S/RS (RennSport). Философия ассортимента продукции Audi Sport GmbH — индивидуальность, эксклюзивность и спортивность.
Отличительной особенностью Audi Sport является полный привод для серийных автомобилей подразделения.
Предприятие производит ряд имиджевых продуктов, связанных с Audi: горные велосипеды, товары из кожи (портфели, сумки, кошельки и бумажники и аксессуары).
Модельный ряд:
- Audi S6 Plus
- Audi RS1
- Audi TTRS
- Audi RS3 (Limousine & Sportback)
- Audi RS4 (Avant)
- Audi RS5 (Sportback)
- Audi RS6 (Avant)
- Audi RS7 (Sportback)
- Audi RS Q3 (SUV & Sportback)
- Audi RS Q8 (SUV)
- Audi e-tron GT/RS e-tron GT

## Гоночные Audi Sport
Актуальные:
- Audi A1 Rally 2 kit Chassi EKS01
- Audi R8 LMS GT2 (GT2) (2020-)
- Audi R8 LMS GT3 (GT3 / DTM) (2019-)
- Audi R8 LMS GT3evo II (GT3) (2021-)
- Audi R8 LMS GT4 (GT4) (2020-)
- Audi RS3 LMS (TCR) (2020-)

Электрические:
- Audi S1 Hoonitron (e-tron)
- Audi RS Q e-tron (Dakar)
- Audi e-tron F06 (Formula E)

Бывшие:
- Audi V8 quattro DTM (R6) (1990—1992)
- Audi R8R (LMP) (R8) (1999)
- Audi R8C (LMGTP) (R9) (1999)
- Audi R8 (LMP900/LMP1) (2000—2006)
- Audi A4 DTM (DTM) (2004—2011)
- Audi R10 TDI (LMP1) (2006—2008)
- Audi R15 TDI (LMP1) (2009—2010)
- Audi R18 (LMP1) (2011—2012)
- Audi A5 DTM (DTM) (2012)
- Audi R18 ultra RP2 (LMP1) (2012)
- Audi R18 e-tron quattro RP2 (LMP1) (2012)
- Audi R8 LMS ultra (GT3) (2012—2014)
- Audi RS5 DTM (DTM) (2013—2016)
- Audi R18 e-tron quattro RP3 (LMP1) (2013)
- Audi R18 e-tron quattro RP4 (LMP1-H) (2014)
- Audi R18 e-tron quattro RP5 (LMP1) (2015)
- Audi R18 RP6 (LMP1) (2016)
- Audi RS5 DTM (DTM) (2017—2018)
- Audi S1 EKS RX quattro (WRX) (2018)
- Audi e-tron FE04 (FE) (2018)
- Audi e-tron FE05 (FE) (2019)
- Audi RS5 DTM (DTM) (2019—2021)
- Audi e-tron FE06 (FE) (2020)
- Audi e-tron FE07 (FE) (2021)
- Audi RS Q e-tron E1 (Rallye Dakar) (2022)
- Audi RS Q e-tron E2 (Rallye Dakar) (2023—2024)
- Audi R8 LMS (GT3) (2009—2012 гг.)
- Audi R8 LMS ультра (GT3) (2012—2015 гг.)
- Audi R8 LMS GT3 (GT3) (2015—2018)
- Кубок Audi Sport TT (ТТ Кубок) (2015—2017)
- Audi RS3 LMS (TCR) (2016—2019)
- Audi R8 LMS (GT4) (2017—2019)
- Audi R8 LMS (GT3) (2009—2012 гг.)
- Audi R8 LMS ультра (GT3) (2012—2015 гг.)
- Audi R8 LMS GT3 (GT3) (2015—2018)
- Кубок Audi Sport TT (ТТ Кубок) (2015—2017)
- Audi RS3 LMS (TCR) (2016—2019)
- Audi R8 LMS (GT4) (2017—2019)

Электрические:
- Audi e-tron Vision Gran Turismo
- Audi e-tron FE05 (Formula E)

Будущие:
- Audi F1 (Formula 1) — 2026

## Легенды гоночных автомобилей
- Audi RS6 Competition (2003—2005)
- Audi S4 Competition (2000—2002)
- Audi A4 quattro Supertouring (R7) (1995—1998)
- Audi 80 quattro Competition (R7) (1994)
- Audi 80 quattro Supertourismo (R7) (1989—1994)
- Audi 90 quattro IMSA GTO (R5) (1989)
- Audi 200 quattro Trans-Am (R4) (1988)
- Audi 200 quattro Rallye (R3)(1987)
- Audi Sport quattro S1 Pikes Peak (R2) (1987)
- Audi Sport quattro E2 (R2) (1985—1986)
- Audi Sport quattro Rallye (R2) (1984—1986)
- Audi quattro Rallye (R1) (1980—1984)

## Галерея
Гражданские
Автоспорт
- Audi R18 TDI Audi Sport Team